# Сверрир Ингасон
Све́ррир И́нги И́нгасон (исл. Sverrir Ingi Ingason; род. 5 августа 1993, Коупавогюр, Хёвюдборгарсвайдид) — исландский футболист, защитник греческого клуба «Панатинаикос» и национальной сборной Исландии.

## Клубная карьера
Во взрослом футболе дебютировал в 2011 году выступлениями за команду «Брейдаблик» из родного города Коупавогюр, в которой провел три сезона, приняв участие в 42 матчах чемпионата. Также в 2011 году 4 матча в аренде провёл за «Эйгнаблик».
В течение сезона 2014 выступал за норвежский «Викинг», где был основным игроком защиты.
В начале 2015 года стал игроком бельгийского клуба «Локерен». За два года успел сыграть за команду 67 матчей в национальном чемпионате.
В январе 2017 перешел в испанскую «Гранаду», подписав с ней контракт до 2020 года. Однако уже в конце сезона команда вылетела из Ла Лиги. Ингасон сыграл з команду 17 матчей в чемпионате.
30 июня 2017 года перешёл в российский клуб «Ростов», подписав контракт по схеме «3+1». Всего сыграл за ростовскую команду 45 матчей в чемпионате России.
1 февраля 2019 года он присоединился к греческому клубу ПАОК и подписал контракт на три с половиной года. Сумма трансфера составила 4 млн евро. 25-летний футболист впечатляюще выступал за границей в ведущих клубах Бельгии, Испании и России, а также внёс свой вклад в рост славы Исландии на чемпионате Европы в 2016 году. В сезоне 2018/19 годов Ингассон выиграл дубль с ПАОКом. 1 декабря 2019 года он забил свой первый гол за клуб в выездном дерби с «Олимпиакосом», игра завершилась вничью 1:1. 23 декабря 2019 года он сделал дубль в домашнем матче против «Атромитоса».

## Карьера в сборной

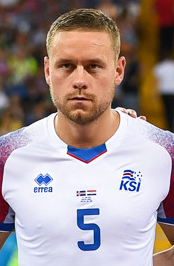
Сверрир в сборной Исландии

В 2009 году дебютировал в составе юношеской сборной Исландии, принял участие в 6 играх на юношеском уровне.
В течение 2012—2014 годов привлекался в состав молодежной сборной Исландии. На молодежном уровне сыграл в 11 официальных матчах и забил один мяч. В 2015 году он был капитаном своей команды на чемпионате Европы среди юношей до 21 года, где Исландия проиграла Дании в плей-офф по голам на выезде (0:0 в Дании и 1:1 в Исландии)
Дебют за взрослую сборную Исландии состоялся 21 января 2014 года в товарищеском матче против сборной Швеции. 29 марта 2016 года он забил свой первый международный гол в товарищеском матче против сборной Греции.
В составе сборной был участником Чемпионат Европы 2016 года во Франции и чемпионата мира 2018 года в России. На Евро 2016 он сыграл в двух матчах, на групповом этапе против Австрии и в четвертьфинале против Франции. На чемпионате мира 2018 он сыграл два матча в группе D против Нигерии и Хорватии.
Всего Сверрир провёл за сборную 30 матчей и забил 3 гола.

### Голы за сборную
| # | Дата           | Место              | Соперник | Счёт | Результат | Турнир            |
| - | -------------- | ------------------ | -------- | ---- | --------- | ----------------- |
| 1 | 29 марта 2016  | Караискакис, Пирей | Греция   | 2-2  | 2-3       | Товарищеский матч |
| 2 | 1 июня 2016    | Уллевол, Осло      | Норвегия | 1-1  | 2-3       | Товарищеский матч |
| 3 | 15 ноября 2016 | Та-Кали, Мальта    | Мальта   | 2-0  | 2-0       | Товарищеский матч |

## Достижения

### «Брейдаблик»
- Чемпион Исландии: 2014

### ПАОК
- Чемпион Греции: 2018/19
- Обладатель Кубка Греции: 2018/19, 2020/21

### Мидтьюлланн
- Чемпион Дании: 2023/24